# Ischnostomiella denticeps
Ischnostomiella denticeps är en skalbaggsart som beskrevs av Jan Krikken 1978. Ischnostomiella denticeps ingår i släktet Ischnostomiella och familjen Cetoniidae. Inga underarter finns listade i Catalogue of Life.